# Torneo Interbritannico 1949
Il Torneo Interbritannico 1949 fu la cinquantaquattresima edizione del torneo di calcio conteso tra le Home Nations dell'arcipelago britannico. Il torneo fu vinto dalla Scozia.

## Risultati
| Data             | Luogo      | Squadra 1   | Risultato | Squadra 2   |
| ---------------- | ---------- | ----------- | --------- | ----------- |
| 9 ottobre 1948   | Belfast    | Irlanda     | 2 - 6     | Inghilterra |
| 23 ottobre 1948  | Cardiff    | Galles      | 1 - 3     | Scozia      |
| 10 novembre 1948 | Birmingham | Inghilterra | 1 - 0     | Galles      |
| 17 novembre 1948 | Glasgow    | Scozia      | 3 - 2     | Irlanda     |
| 9 marzo 1949     | Belfast    | Irlanda     | 0 - 2     | Galles      |
| 9 aprile 1949    | Londra     | Inghilterra | 1 - 3     | Scozia      |

## Classifica
| Pos | Squadra     | Pti | G | V | N | P | GF | GS |
| --- | ----------- | --- | - | - | - | - | -- | -- |
| 1   | Scozia      | 6   | 3 | 3 | 0 | 0 | 9  | 4  |
| 2   | Inghilterra | 4   | 3 | 2 | 0 | 1 | 8  | 5  |
| 3   | Galles      | 2   | 3 | 1 | 0 | 2 | 3  | 4  |
| 4   | Irlanda     | 0   | 3 | 0 | 0 | 3 | 4  | 11 |

## Vincitore
| Campione 1949 Scozia |